# Vjatsjeslav von Plehve

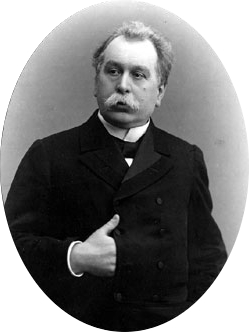
Vjatsjeslav Konstantinovitsj von Plehve

Vjatsjeslav Konstantinovitsj von Plehve (Russisch: Вячесла́в Константи́нович фон Пле́ве) (Mesjtsjovsk, Kaloega Goebernija, 20 april 1846 - Sint-Petersburg, 28 juli 1904), was een Russisch politicus.

## Achtergrond, opleiding en vroege carrière
Vjatsjeslav von Plehve was afkomstig uit een Baltisch Duitse adellijke familie. Hij groeide op in Warschau en studeerde rechten aan de Staatsuniversiteit van Moskou. In 1867 werd hij assistent van de procureur en werkte daarna tot 1880 op het ministerie van Justitie. In 1881 was hij betrokken bij het onderzoek naar de moord op tsaar Alexander II van Rusland en was daarna tot 1884 hoofd van het departement van Politie van het ministerie van Binnenlandse Zaken. Als zodanig stond hij ook aan het hoofd van de Ochrana, de beruchte geheime politie. Plehve, een intelligent maar bekrompen man, steunde de repressiepolitiek die na de moord op tsaar Alexander II werd gevoerd en was een groot voorstander van de tsaristische autocratie van de tsaren Alexander III (1881-1894) en Nicolaas II (sinds 1894).
Vjatsjeslav von Plehve werd in 1884 lid van de Regerende Senaat en in 1885 onderminister. In 1889 werd hij geheimraad des keizers en was van 1889 tot 1904 Secretaris van Staat van het groothertogdom Finland, waar hij het brute proces van gedwongen Russificatie ten uitvoer bracht.

## Minister van Binnenlandse Zaken

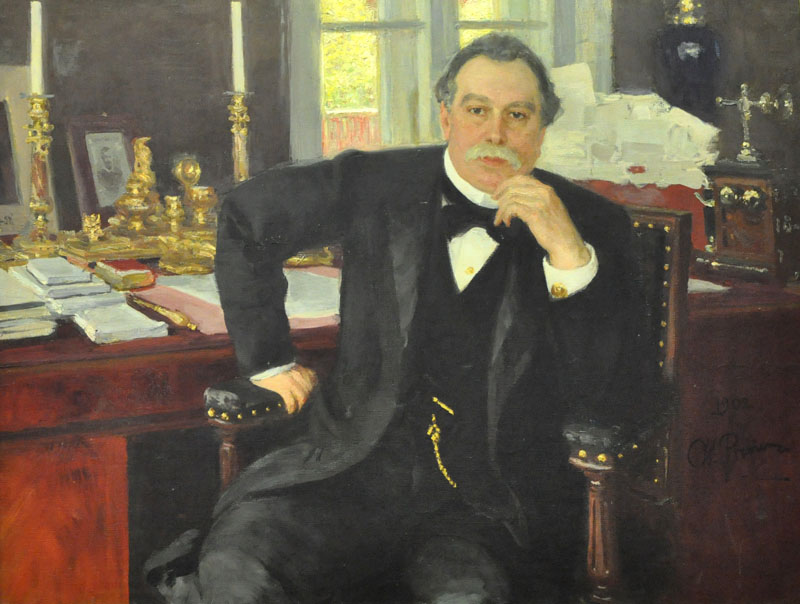
Portret van Vjatsjeslav von Plehve door Ilja Repin

Vjatsjeslav von Plehve volgde in april 1902 de vermoorde Dmitri Sipjagin op als minister van Binnenlandse Zaken en chef van de Gendarmerie. Hij zette de lijn van repressie van zijn voorganger(s) voort en ondernam vele maatregelen tegen de oppositie, variërend van aanhangers van de constitutionele monarchie tot sociaal-revolutionairen en terroristen, die hij – bekrompen als hij was – over één kam schoor. Als gevolg hiervan verbonden de meeste oppositiebewegingen zich onder de naam Osvoboditel'noe dvizhenie, een niet onbelangrijke kracht tijdens de Eerste Russische Revolutie van 1905.
Als minister steunde Von Plehve de vorming van de zogenaamde "politie vakbonden." Deze "politie vakbonden" werden in geheim van overheidswege opgericht en gerund door het ministerie van Binnenlandse Zaken betaalde vakbondsfunctionarissen, in werkelijkheid geheime agenten.
Plehve's repressieve maatregelen waren zo omvangrijk, dat het hoofd van het departement van Politie het naar verluidt niet meer aankon.
Op een zeker moment bezocht Plehve de liberaal Pavel Miljoekov in de gevangenis en bood hem de ministerspost van Onderwijs aan, als hij beloofde de opstandige studenten te beteugelen, Miljoekov ging hier niet op in.
Plehve werd niet alleen gehaat door de oppositiebewegingen, maar ook tot de niet-Russische volkeren van het tsarenrijk. In de eerste plaats waren dit de Finnen, die tijdens Plehves Secretariaat van Staat van het groothertogdom Finland - een autonoom deel van het Russische keizerrijk - te maken kregen met Plehve Russificatieplannen, maar ook de Polen, die na Plehves aantreden als minister van Binnenlandse Zaken in 1902 te maken kregen met Plehves poging de Russische cultuur en taal op te dringen aan de door de regering lastig gevonden Polen. Ook andere niet-Russische volkeren, zoals de Armeniërs, kregen het zwaar te verduren.
Plehve, een antisemiet, wist in 1903 tsaar Nicolaas II van Rusland ervan te overtuigen dat de minister van Financiën, graaf Sergej Witte, deel uitmaakte van een Joodse samenzwering. De tsaar ontsloeg hierop Witte als minister van Financiën en degradeerde hem tot voorzitter van de Raad van Ministers, een tot de Eerste Russische Revolutie van 1905 onbeduidende functie. Plehve ondernam geen pogingen de beruchte Jodenpogroms van 1903 te stoppen, sterker nog, hij ondersteunde hen. De publieke opinie in het buitenland keerde zich sterk tegen de Russische regering, maar Plehve, intelligent als hij was, had korte tijd later een ontmoeting met Theodor Herzl in Sint-Petersburg en zegde hem namens de Russische regering zijn steun toe aan de Zionistische beweging. Privé sprak hij zich later uit voor versoepeling van de harde maatregelen tegen de Joden.

## Aanslag op Plehves leven
Er werden door de revolutionaire beweging meerdere pogingen ondernomen om Plehve te vermoorden: In 1903 vond een mislukte aanslag plaats, en in 1904 vonder er twee mislukte aanslagen op zijn leven plaats. Op 15 juli 1904 vond er een geslaagde aanslag plaats.
De aanslag van 28 juli 1904 werd uitgevoerd door de terroristische vleugel van de Sociaal-Revolutionaire Partij, de zogenaamde "Sociaal-Revolutionaire Strijdersgroep" die onder leiding stond van Evno Azef en Boris Savinkov. Op die dag reisde Plehve per koets van het departement van Politie met als reisdoel het Station Warschau in het zuiden van Sint-Petersburg. Tijdens zijn rit gooide Jegor Sazonov, een voormalige student en lid van de "Sociaal-Revolutionaire Strijdersgroep" een bom naar de koets. De koets werd totaal vernietigd en Plehve, alsmede de koetsier en de paarden die de koets trokken werden gedood. Plehves lijfwacht overleefde de aanslag, maar was wel zwaargewond geraakt. Sazonov werd gearresteerd en veroordeeld tot levenslange dwangarbeid in een tuchthuis. Een van Sazonovs medewerkers, Ivan Kaljajev, doodde enige maanden later de oom van de tsaar, grootvorst Sergej.
De meeste van Plehves collega-ministers reageerden opgelucht of onverschillig, alleen de tsaar was bedroefd, hij beschouwde Plehve als een vriend.
Ten onrechte wordt Plehve gezien als voorstander van de Russisch-Japanse Oorlog van 1904-1905. Integendeel, hij was hierop tegen. Men baseert zich dan op de woorden van Sergej Witte, Plehves aartsvijand, die beweerde dat Plehve voorstander was van een "kleine, victorieuze oorlog om een revolutie te voorkomen." In werkelijkheid heeft Plehve deze woorden niet gesproken.

## Trivia
- Vjatsjeslav von Plehve wordt soms verward met Wenzel von Plehve, een Russisch generaal van Duitse afkomst tijdens de Eerste Wereldoorlog